# 鬼塚忠
鬼塚 忠（おにつか ただし、1965年 - ）は鹿児島県鹿児島市出身の作家。株式会社アップルシード・エージェンシー代表取締役。

## 経歴
鹿児島市生まれ。鹿児島市立鹿児島玉龍高等学校、鹿児島大学水産学部海洋社会学科卒業。
大学１年時から、授業そっちのけで世界各地でバックパッカーの旅をはじめた。大学２年時には、旅をしていた韓国で大規模な民主化デモが始まり、たまたまそこに滞在していた鬼塚も、催涙弾と石礫、火炎瓶の飛び交うデモに巻き込まれ、九死に一生を得た。「自分たちの手で自分たちの社会を変えてやろうという熱い意気込みを感じた」と言う。
大学在学中、２年間、イギリスへ語学留学。世界中から集まる同年代の若者たちに触れ、刺激を受けた。大学卒業後も就職はせず、ふたたび世界放浪の旅に出かけた。旅行資金のなかった鬼塚は、東京の会社を受けることで資金を作った。というのも、時はバブル絶頂期。会社を受けにいくだけで、飛行機代、宿泊代、食事代という名目で、一社の面接で10万円支給される時代だった。鹿児島から東京まで2日かけてヒッチハイクで行き、友人宅に宿泊した。会社30社のべ50回受け、300万円の旅行資金を作り、ふたたび、世界放浪の旅の軍資金とした。生きる場所を探しに行くつもりで、日本に帰ってくるつもりはなかった。旅をしたのは、アジア・オセアニア、中近東、アフリカ、ヨーロッパなど40か国。世界放浪の旅をしながら、1991年より南日本新聞で旅行記を連載し、紀行作家としてデビュー。インドを旅行していたときには、悟りを開くために、ブッダが悟りを開いたと言われるブッダガヤで修行を始めたが、そこで、同じく瞑想中をしていた麻原彰晃と遭遇した。
旅の間、オーストラリア、イスラエルで働いたが、それでも４年ほどで資金を使い果たした。ヨーロッパに入ると、物価があまりにも高く、すぐに資金がなくなっていった。飛行機チケットを買えなくなり、ワルシャワからモスクワを経由してシベリア鉄道に乗ってハバロフスクまで行き、そこからアエロフロートで新潟に帰った。帰国時、所持金はほとんどなかった。
帰国後、オーストラリア滞在中に働いていた日本人向け新聞社に再就職が決まった。ビザを待ちわびるも、なかなか降りず進路変更をした。
1997年、海外作家の版権エージェントである英系資本のイングリッシュエージェンシー・ジャパンに入社。数々の海外作家の日本語翻訳権を日本の出版社に売りまくった。
2001年、出版するコンテンツは自分で作りたいからと、日本人作家の著作権エージェント会社であるアップルシード・エージェンシーを設立。多くの作家を発掘し、和田裕美『世界NO.2セールスウーマンの売れる営業に変わる本』、大橋禅太郎『すごい会議』、徳田和嘉子『東大生が教える超暗記術』、奥野宣之『情報は1冊のノートにまとめなさい』、赤坂真理『モテたい理由』、小手鞠るい『エンキョリレンアイ』などをプロデュース、ベストセラー作家を育てる。
また、自分でも小説やノンフィクションを書くようになり、９作の小説を書き、８作が映画化されている。

## 略歴
- 1965年　鹿児島市で生まれる。
- 1997年　海外書籍の版権エージェント会社イングリッシュ・エージェンシーに勤務。
- 2001年　有限会社アップルシード・エージェンシーを設立。
- 2003年　株式会社アップルシード・エージェンシーへ改組。
- 2007年　「Little DJ〜小さな恋の物語」を発刊。

## 著書
- 『ザ・エージェント』（ランダムハウス講談社、2005年3月）
- 『Little DJ〜小さな恋の物語』（ポプラ社、2007年3月/ポプラ社文庫、2008年6月）
永田琴監督、神木隆之介主演で映画化。2007年12月15日全国公開。
- 『カルテット!』（河出書房新社、2010年1月）
2012年映画化。剛力彩芽、高杉真宙、鶴田真由、細川茂樹出演。
2011年舞台化。
2012年ミュージカル化。
- 『僕たちのプレイボール』（幻冬舎、2010年3月）
三村順一監督、小原裕貴主演で映画化。2010年5月15日全国公開。
- 『花いくさ』（角川書店、2011年12月）
『花戦さ』として篠原哲雄監督、野村萬斎主演で映画化。2017年6月3日公開。[1]
- 『恋文讃歌』（河出書房新社、2013年3月）
- 『鬼塚パンチ!』（角川書店、2015年3月）
- 『風の色』（講談社、2015年11月）クァク・ジェヨン 原案

## 共著
- 『海峡を渡るバイオリン』（陳昌鉉、岡山徹と共著/河出書房新社）
2004年11月27日、フジテレビ制作でテレビドラマ化（出演：草彅剛、菅野美穂 / 文化庁芸術祭優秀賞受賞）
- 『紅い桜』（齋藤淑、鈴木俊之と共著/講談社）
- 『サンゴレンジャー』（ペンネーム・さかいたまき、朝日新聞出版、2008年）
2012年映画化。

## 映画脚本
- 『カルテット!』（河出書房新社、2010年1月）

## 主なプロデュース作品
- 『哄う合戦屋』  北沢秋／著    双葉社　15万部
- 『死ぬときに後悔すること25』 大津秀一／著   致知出版社　25万部
- 『読書は1冊のノートにまとめなさい』    奥野宣之／著    ナナ・コーポレートコミュニケーション　14万部
- 『情報は1冊のノートにまとめなさい』    奥野宣之／著    ナナ・コーポレート・コミュニケーション　31万部
- 『何のために働くのか』   北尾吉孝／著    致知出版社　15万部
- 『自分の小さな「箱」から脱出する方法』   アービンジャー・インスティチュート／著　金森重樹／監修　／富永星／訳  大和書房　11万部
- 『東大生が教える!超暗記術』　徳田和嘉子／著　ダイヤモンド社　12万部
- 『エンキョリレンアイ』小手鞠るい／著    世界文化社　13万部
- 『何のために生きるのか』   五木寛之・稲盛和夫 ／共著    致知出版社　15万部
- 『すごい会議』  大橋禅太郎／著    大和書房　12万部
- 『和田裕美の人に好かれる話し方』    和田裕美／著    大和書房　25万部
- 『営業脳をつくる! 和田式「営業マン特別予備校」5日間トレーニング』    和田裕美／著    PHP研究所　10万部
- 『世界No.2営業ウーマンの「売れる営業」に変わる本』  和田裕美／著    ダイヤモンド社　21万部
- 『考具』    加藤昌治／著  阪急コミュニケーションズ　15万部
- 『ロベルト・バッジョ自伝 天の扉』  ロベルト・バッジョ／著　片野道郎／訳  潮出版社　11万部